# M-94

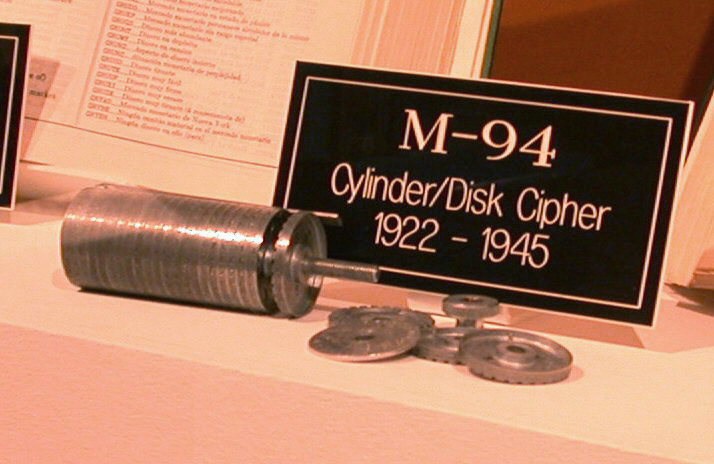
M-94

M-94는 미군이 사용한 암호 도구이다. 미국 해군이 CSP 488이라는 이름으로 사용하기도 했다.
이 장치는 파커 히트(Parker Hitt) 대령이 고안한 후 1917년 조셉 마보뉴(Joseph Mauborgne) 소령이 개발했다. 토머스 제퍼슨과 에티엔 바제리스(Etienne Bazeries)가 발명한 시스템을 기반으로 한다. 1922년에 공식적으로 채택되었으며, 1942년경에 더 복잡하고 안전한 전자 기계식 로터 기계, 특히 M-209로 대체될 때까지 계속 사용되었다.

## 같이 보기
- 제퍼슨 디스크